# Wereldkampioenschap veldrijden 1960
Het elfde wereldkampioenschap veldrijden werd gehouden op 21 februari 1960 in Tolosa, Spanje. Spanje was na Luxemburg, Frankrijk en Zwitserland het vierde land dat het kampioenschap voor de tweede keer organiseerde, in 1953 vond het kampioenschap in Oñati plaats.
Zo'n 50.000 toeschouwers omzoomden een parcours van iets meer dan drie kilometer dat zeven keer moest worden gerond wat de totale afstand deze editie tot 21,667 kilometer bracht. De 31 deelnemers kwamen uit acht landen, waaronder Portugal dat voor het eerst een team afvaardigde.
Na de Fransen Jean Robic (1950), Roger Rondeaux (1951-1953), André Dufraisse (1954-1958) en de Italiaan Renato Longo (1959) werd de West-Duitser Rolf Wolfshohl bij zijn vierde deelname de vijfde wereldkampioen veldrijden. Het was zijn derde opeenvolgende podiumplaats, in 1958 werd hij derde en in 1959 tweede. De Zwitser Arnold Hungerbühler en de Fransman Robert Aubry op de plaatsen twee en drie stonder er voor het eerst. Regerend wereldkampioen Renato Longo eindigde deze editie als zevende. De Italiaan Amerigo Severini (3e in 1955 en 1959 en 2e in 1958) was de enige andere voormalige podiumganger onder de deelnemers. Bij zijn tiende deelname -enkel in 1954 nam hij niet deel- was Firmin Van Kerrebroeck de best geklasseerde Belg wat hij ook in 1952, 1955, 1957 en 1959 was.

## Uitslagen

### Individueel
| #      | Renner                 | Land                     | Tijd     |
| ------ | ---------------------- | ------------------------ | -------- |
| Goud   | Rolf Wolfshohl         | Bondsrepubliek Duitsland | 57'11"   |
| Zilver | Arnold Hungerbühler    | Zwitserland              | + 0'14"  |
| Brons  | Robert Aubry           | Frankrijk                | + 1'00"  |
| 4      | Antonio Barrutia       | Spanje                   | + 1'15"  |
| 5      | Firmin Van Kerrebroeck | België                   | + 1'46"  |
| 6      | Pierre Kumps           | België                   | + 1'50"  |
| 7      | Renato Longo           | Italië                   | + 2'11"  |
| 8      | Roger De Clercq        | België                   | + 3'12"  |
| 9      | Roland Boschetti       | Zwitserland              | z.t.     |
| 10     | José Luis Talamillo    | Spanje                   | + 4'21"  |
| 11     | Günther Debussman      | Bondsrepubliek Duitsland | + 4'35"  |
| 12     | Otto Furrer            | Zwitserland              | + 4'42"  |
| 13     | Jangi Schmit           | Luxemburg                | + 4'45"  |
| 14     | Marcel Erdin           | Zwitserland              | z.t.     |
| 15     | Heini Ruffenach        | Bondsrepubliek Duitsland | + 4'53"  |
| 16     | Miguel Chacon          | Spanje                   | + 5'03"  |
| 17     | Amerigo Severini       | Italië                   | + 5'14"  |
| 18     | Jean Gérardin          | Frankrijk                | + 5'15"  |
| 19     | Romano Ferri           | Italië                   | z.t.     |
| 20     | Nicolas Morn           | Luxemburg                | + 5'22"  |
| 21     | René De Rey            | België                   | + 6'25"  |
| 22     | Winfried Boelke        | Bondsrepubliek Duitsland | + 6'50"  |
| 23     | Alfredo Maia           | Portugal                 | + 7'27"  |
| 24     | Umberto Grassi         | Italië                   | + 9'48"  |
| 25     | Joao Alves             | Portugal                 | + 10'26" |
| 26     | Marco Thewes           | Luxemburg                | + 10'41" |
| 27     | Fernando Bessa         | Portugal                 | + 10'49" |
| 28     | Antonio Lourenco       | Portugal                 | + 10'53" |
|        | Miguel Urquizar        | Spanje                   | DNF      |
|        | Maurice Gandolfo       | Frankrijk                | DNF      |
|        | Gilbert Schmartz       | Luxemburg                | DNF      |

### Landenklassement
Op basis klasseringen eerste drie renners.
| # | Land           | Punten |
| - | -------------- | ------ |
| 1 | België         | 0019   |
| 2 | Zwitserland    | 0023   |
| 3 | West-Duitsland | 0027   |
| 4 | Spanje         | 0030   |
| 5 | Italië         | 0043   |
| 6 | Frankrijk      | 0052   |
| 7 | Luxemburg      | 0059   |
| 8 | Portugal       | 0075   |

1950 · 
1951 · 
1952 · 
1953 · 
1954 · 
1955 · 
1956 · 
1957 · 
1958 · 
1959 · 
1960 · 
1961 · 
1962 · 
1963 · 
1964 · 
1965 · 
1966 · 
1967 · 
1968 · 
1969 · 
1970 · 
1971 · 
1972 · 
1973 · 
1974 · 
1975 · 
1976 · 
1977 · 
1978 · 
1979 · 
1980 · 
1981 · 
1982 · 
1983 · 
1984 · 
1985 · 
1986 · 
1987 · 
1988 · 
1989 · 
1990 · 
1991 · 
1992 · 
1993 · 
1994 · 
1995 · 
1996 · 
1997 · 
1998 · 
1999 · 
2000 · 
2001 · 
2002 · 
2003 · 
2004 · 
2005 · 
2006 · 
2007 · 
2008 · 
2009 · 
2010 · 
2011 · 
2012 · 
2013 · 
2014 · 
2015 · 
2016 · 
2017 · 
2018 · 
2019 ·
2020 ·
2021 ·
2022 ·
2023 ·
2024 ·
2025

Categorieën

Mannen elite · 
vrouwen elite · 
mannen beloften · 
vrouwen beloften · 
jongens junioren · 
meisjes junioren · 
gemengde estafette

Voormalig:
mannen amateurs